# Johannes Cassianus

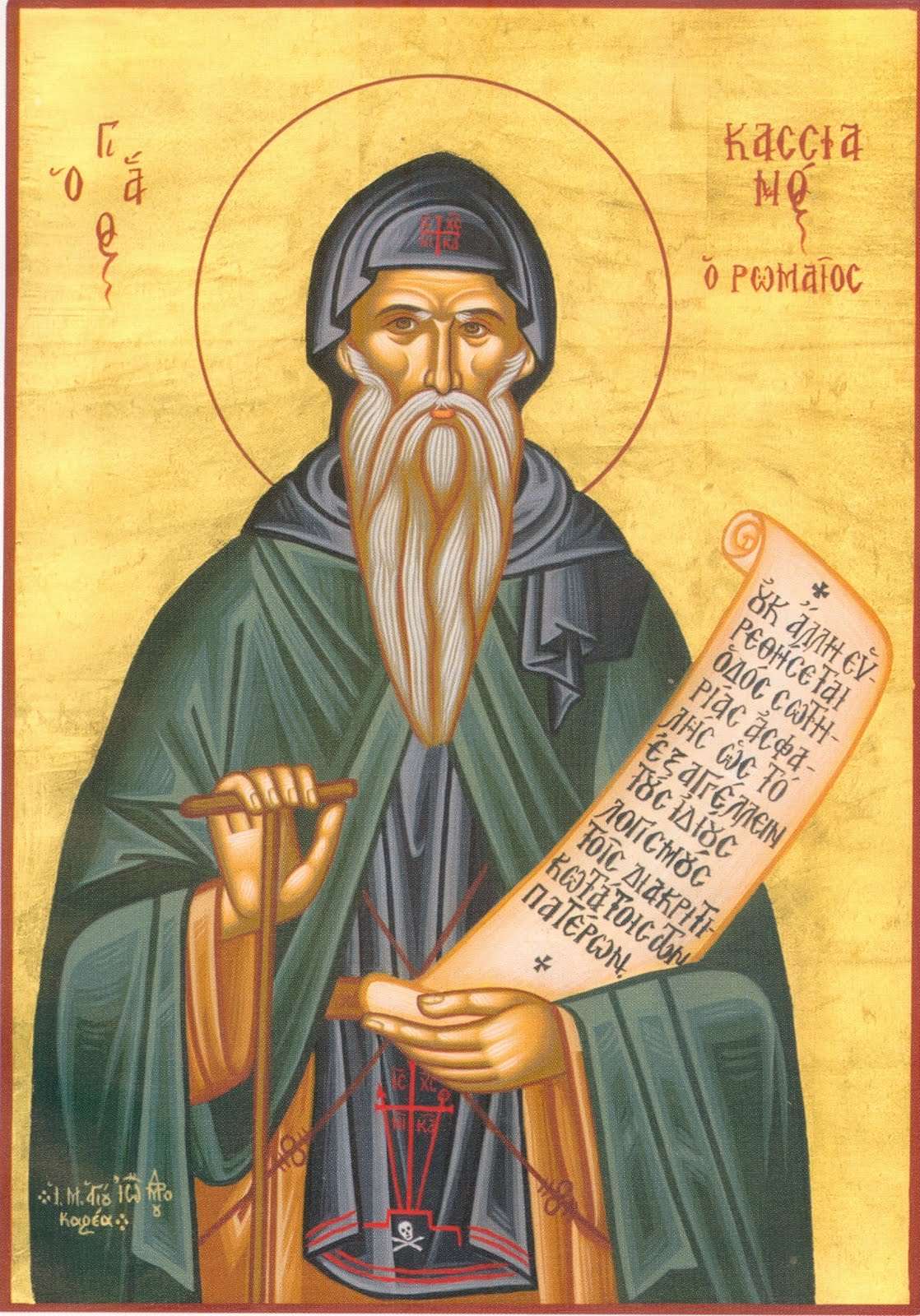
Johannes Cassianus

Johannes Cassianus (auch: Johannes von Massilia; * um 360, Provinz Scythia Minor (Dobrudscha)?; † um 435 in Massilia/Marseille) war christlicher Priester, Mönch („Wüstenvater“), Abt und Schriftsteller. Sein Festtag nach römisch-katholischer Ordnung ist der 23. Juli und nach orthodoxer Ordnung der 28./29 Februar.
Dass sein Geburtsort südlich der Donaumündung, in der römischen Provinz Scythia Minor, der heutigen Dobrudscha, liegt, ist nicht bewiesen. Er stammte aus einer wohlhabenden Familie und genoss eine umfassende klassische Bildung, die auch die Kenntnis der griechischen Sprache mit einschloss, was, anders als im 1. und 2. Jahrhundert, damals schon nicht mehr selbstverständlich war. Eine solche Bildung mit Schwerpunkt in Rhetorik diente primär der Vorbereitung auf eine weltliche oder kirchliche Karriere. Als junger Mann pilgerte Cassianus jedoch nach Palästina, wo er in einem Kloster in Bethlehem mit dem christlichen Mönchtum in Kontakt kam. Von dort zog er für über zehn Jahre nach Ägypten, um bei den Mönchen in der ägyptischen Wüste das Koinobitentum kennenzulernen. Um 400 verließ er wegen theologischer Streitigkeiten Ägypten und wurde Schüler des Bischofs Johannes Chrysostomos in Konstantinopel, der ihn 399 zum Diakon weihte. Um 405 ging Johannes Cassianus mit einer Delegation, der auch Palladios von Helenopolis angehörte, nach Rom, um den in Hof- und Glaubensintrigen mit Eudoxia, der Frau des Kaisers Arkadios, verwickelten Johannes Chrysostomos bei Papst Innozenz I. zu verteidigen. Um 415 gründete er bei Marseille das Männerkloster Sankt Viktor (Abbaye Saint Victor de Marseille) und das Frauenkloster Sankt Salvator (Abbaye Saint-Sauveur). Nach langem Aufenthalt in Südgallien, der von schriftstellerischer Tätigkeit geprägt war, starb er dort, als Heiliger verehrt, um 435.

## Werk und Wirkung
Obwohl er das Griechische fließend beherrschte und sich wiederholt im Osten aufhielt, publizierte Johannes Cassianus ausschließlich auf Latein. Um 420 schrieb er De institutis coenobiorum et de octo principalibus vitiis („Über die Grundsätze der Koinobiten und die acht Hauptlaster“). In diesem Werk berichtete er vom ägyptischen Klosterleben und breitete seine dort an der Lehre des Euagrios Pontikos ausgerichtete Achtlasterlehre aus. Er postulierte acht Hauptlaster: Unmäßigkeit, Unkeuschheit, Habsucht, Zorn, Traurigkeit, Überdruss, Ruhmsucht, Hochmut, die sich später als Kapitalsünden wiederfinden. Um 426 bis 428 verfasste Johannes Cassianus die Collationes (Conlationes) patrum, die „Unterredungen mit den Vätern“, in denen er seine Erfahrungen mit den Mönchen in der ägyptischen Wüste in Form von Gesprächen wiedergab. Mit den Collationes machte er die Lebens- und Glaubensweisheiten der ägyptischen Mönche (siehe z. B. auch Antonius der Große und Pachomios) im Westen des Römischen Reiches bekannt. In Buch XIII. kritisierte er die Gnadenlehre des Augustinus (354–430) und löste damit den bis zur Synode von Orange 529 andauernden Semipelagianismusstreit aus, in dem Augustinus 428/429 mit zwei Schriften, De praedestinatione sanctorum (Migne, Patrologia Latina 44, 959–992) und De dono perseverantiae (MPL 45, 993–1034), reagierte. Im 17. Jahrhundert erlebte der Semipelagianismusstreit im Konflikt zwischen Bañezianern und Molinisten eine Wiederaufnahme, und im Jansenistenstreit um die Gnadenlehre des Cornelius Jansen wirkte er bis ins 18. Jahrhundert nach.
Auf Bitte des späteren Papstes Leo I. schrieb er um 430 De incarnatione Christi contra Nestorium („Über die Fleischwerdung Christi, gegen Nestorius“), eine Schrift, mit der er der auf dem Konzil von Ephesos verurteilten Christologie des Nestorianismus entgegentrat. Der Bischof von Rom konnte sich in den folgenden Jahren, durch Johannes Cassianus theologisch zugerüstet, mit seinem Tomus Leonis 449 in die christologischen Streitigkeiten einschalten.
Cassian war nach Martin von Tours (316/317–397) und Honoratus von Arles (2. Hälfte 4. Jh. – 430) einer der ersten Klostergründer im Westen des Römischen Reiches.
Durch Johannes Cassianus wurde das Ruhegebet, eine frühchristliche Form der Meditation, die von den Wüstenvätern intensiv praktiziert wurde, in der Westkirche bekannt und verbreitete sich vor allem durch den Benediktinerorden in der lateinischen Kirche. Benedikt von Nursia berief sich in seiner Regel mehrmals auf Johannes Cassianus, weil er ihn als geistlichen Lehrer sehr schätzte, und empfahl seinen Mönchen die Lektüre der Collationes (Kapitel 73).
Auf Cassian, coll. 14,8 (CSEL 13, S. 404) geht die Lehre vom vierfachen Schriftsinn zurück, die für die katholische Bibelexegese bis in die Neuzeit maßgebliche Bedeutung erlangte.

## Schriften
- Michael Petschenig (Hrsg.): De institutis coenobiorum; De incarnatione contra Nestorium (Corpus Scriptorum Ecclesiasticorum Latinorum [CSEL] 17). Editio altera supplementis aucta curante Gottfried Kreuz. Verlag der Österreichischen Akademie der Wissenschaften,  Wien 2004, ISBN 978-3-7001-3287-5.
- Michael Petschenig (Hrsg.): Collationes XXIIII (Corpus Scriptorum Ecclesiasticorum Latinorum [CSEL] 13). Editio altera supplementis aucta curante Gottfried Kreuz. Verlag der Österreichischen Akademie der Wissenschaften,  Wien 2004, ISBN 978-3-7001-3286-8.
- Unterredungen mit den Vätern – Collationes Patrum, Teil 1: Collationes I–X, übersetzt und erläutert von Gabriele Ziegler (Quellen der Spiritualität, Bd. 5). Vier-Türme-Verlag, Münsterschwarzach 2011, ISBN 978-3-89680-705-2.
- Unterredungen mit den Vätern – Collationes Patrum, Teil 2: Collationes XI–XVII, übersetzt und erläutert von Gabriele Ziegler (Quellen der Spiritualität, Bd. 9). Vier-Türme-Verlag, Münsterschwarzach 2014, ISBN 978-3-89680-709-0
- Unterredungen mit den Vätern – Collationes Patrum, Teil 3: Collationes XVIII–XXIV, übersetzt und erläutert von Gabriele Ziegler (Quellen der Spiritualität, Bd. 12). Vier-Türme-Verlag, Münsterschwarzach 2015, ISBN 978-3-89680-712-0
- MS-B-176 – Gerardus de Zutphania. Bonaventura. Johannes de Schonhavia. Petrus de Alliaco. David de Augusta. Gerlacus Petri. Johannes Cassianus. Bernardus Claraevallensis et alia (Sammelhandschrift). Ostniederlande [15. Jh., 3. Viertel]. Digitalisat
- Weisheit der Wüste, Auswahl und Übertragung von Alfons Kemmer. Benziger-Verlag, Einsiedeln/Köln 1948.
- Das gemeinsame Leben im Kloster, Buch I–IV. In: Frühes Mönchtum im Abendland, erster Band: Lebensformen; eingeleitet, übersetzt und erklärt von Karl Suso Frank. Artemis-Verlag, Zürich/München 1975, ISBN 3-7608-3641-0, S. 107–193.
- Einübung ins Ruhegebet. Eine christliche Praxis nach Johannes Cassian; übertragen und eingeleitet von Peter Dyckhoff. Kösel-Verlag, München 1993, ISBN 3-466-20362-7.
- Spannkraft der Seele. Einweisung in das christliche Leben I. Ausgewählt, übertragen und eingeleitet von Gertrude und Thomas Sartory. Freiburg i. Br., Herder 1981 (Herderbücherei, Band 839; Texte zum Nachdenken), ISBN 3-451-07839-2